# 귀래초등학교 귀운분교
귀래초등학교 귀운분교는 대한민국 강원특별자치도 원주시에 있었던 공립 초등학교이다.

## 학교 연혁
- 1937년 7월 11일: 귀래공립보통학교 부설 귀래간이학교 개설
- 1943년 4월 26일: 귀운국민학교 개교
- 1983년 3월 1일: 양안치분교와 통합
- 1996년 3월 1일: 귀운초등학교로 개칭
- 2000년 3월 1일: 귀래초등학교로 편입
- 2016년 2월 29일: 폐교[1]

## 참고 자료
- 귀래초등학교귀운분교장 - 한국교육학술정보원 학교알리미